# Полубояриново (Коломенский район)
Полубояриново — деревня в Коломенском районе Московской области с 400-летней историей. Входит в состав Биорковского сельского поселения. Население — 1 чел. (2010).

## Расположение

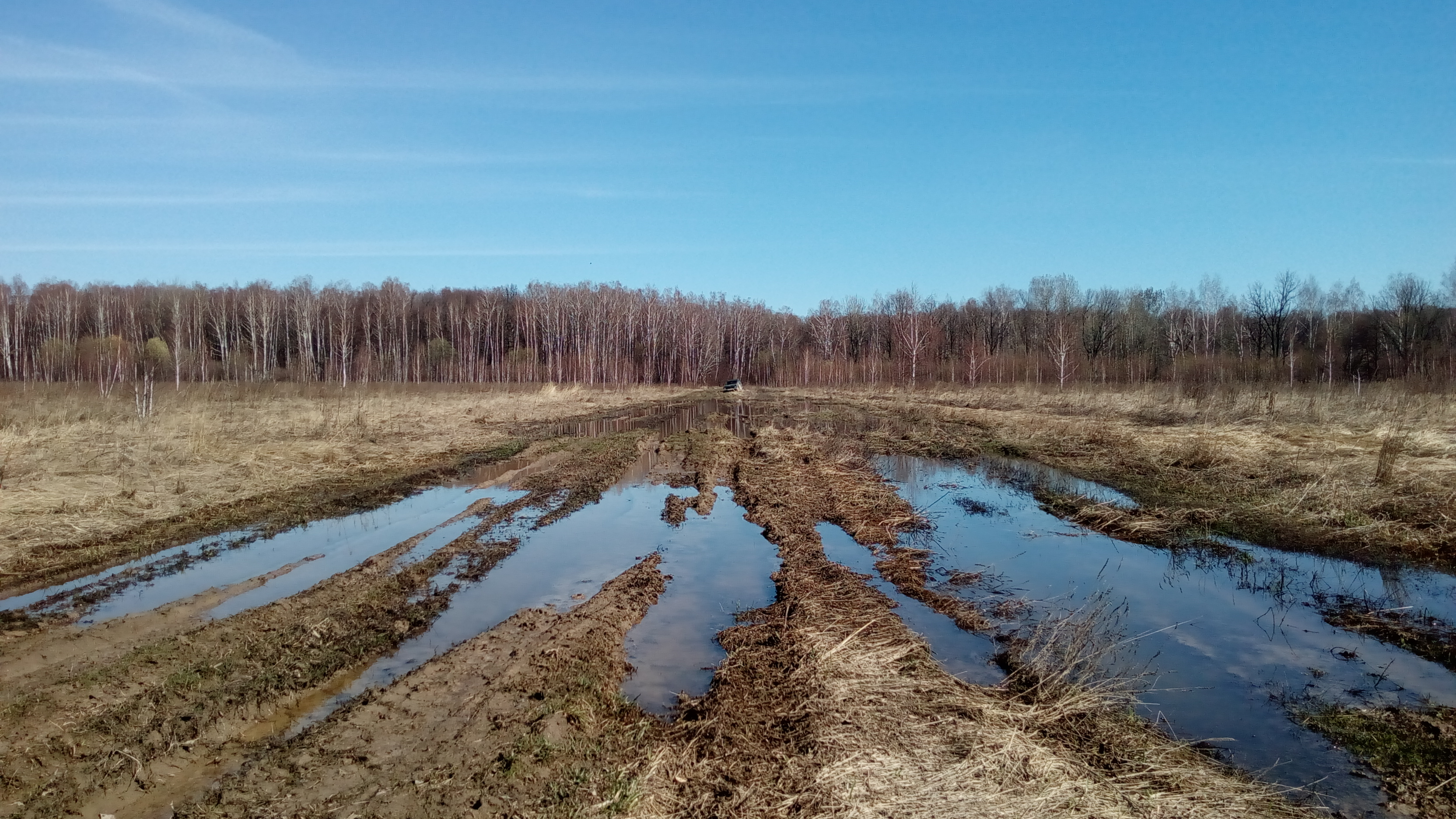
Проезд от п.Запрудный до д.Полубояриново 17.04.2016

Деревня Полубояриново расположена в 17 км к западу от города Коломны.  В 5 км к юго-востоку от деревни проходит автодорога Р115. Ближайший населённый пункт — посёлок Запрудный.
Автомобильная дорога в деревню отсутствует. В деревню ведут три пути:
- от посёлка Запрудный (через ферму) - 4,1 км (2,4 км бетонная и 1,7 км грунтовая);
- от посёлка Запрудный (через лес) - 2,5 км (грунтовая);
- от автобусной остановки Шереметьево (через д.Шереметьево) - 4,5 км (грунтовая).
Проезд по данным направлениям затруднён, из-за отсутствия дорожного покрытия. В весенний и осенний периоды проезд невозможен.

## Транспорт
Транспортное сообщение с деревней отсутствует.
Ближайшие ж/д станции:
Платформа Карасёво находится на расстоянии 9855 метров (пешком 165 минут от центра)
Платформа Пл. 18 км находится на расстоянии 10324 метров (пешком 173 минут от центра)
Ближайшие автобусные остановки:
Остановка Запрудный на расстоянии 2260 метров (пешком 39 минут), проходит транспорт: автобус 50 (автостанция Старая Коломна - Запрудный)
Остановка Сады на расстоянии 2448 метров (пешком 42 минут), проходит транспорт: автобус 50 (автостанция Старая Коломна - Запрудный)
Остановка Богородское на расстоянии 2884 метров (пешком 49 минут), проходит транспорт: автобус 50 (автостанция Старая Коломна - Запрудный)

## Население
| 2002 | 2006 | 2010 |
| ---- | ---- | ---- |
| 5    | ↗6   | ↘1   |

## История
Впервые село упоминается в 1623-31 гг., 1635-1638 гг., и за 1697 год.
В 1800 году селом владел секунд-майор Пётр Абрамович Зубков (1762-1804). В селе 23 двора, 215 жителей, 106 душ мужского пола и 109 женского пола.
В первой трети XIX в. селом владели: внучка президента Коммерц-коллегии Я.М.Евреинова - Н.П.Зубкова (1775-1845) (23 двора крестьян) и гвардии капитан Василий Васильевич Крюков (1769-28.12.1829) (18 дворов). У Крюкова в селе Полубояринове был усадебный дом.
В 1850 году «Село Полубояриново, владельца В.П.Зубкова (14(25).05.1799-12(24).04.1862), получившего в наследство в 1845 году от умершей своей матери Н.П.Зубковой (урождённой Евреиновой; 16.04.1775-05.06.1845), а ранее в 1800 году владел отец Пётр Абрамович Зубков (1762-1804)».
В 1852 году «Полубояриново, село 2-го стана, Зубкова Дмитрия (???, Василия) Петровича, Действительного статского советника, крестьян 106 душ м.п., 109 ж., 1  церковь, 24 двора, 95 вёрст от столицы, 19 от уездного гор., на просёлочной дороге».
В 1862 году «Полубояриново село,  при колодце и пруде, расстояние от уездного города - 20 вёрст, от становой квартиры - 18, число дворов - 28, число жителей - 99 м.п. и 128 ж.п., церковь православная - одна».
В 1890 году - в «деревне Полубояринова 175 душ, расстояние до уездного города - 21 верста, до становой квартиры - 15 вёрст, до Волостного правления - 8 вёрст, до квартиры урядника - 8 вёрст».
В 1899 году - «Полубояриново: земли 167 и 1/16 десятин, стоимость 4690 рублей, население 96 м.п., расстояние до уездного города - 20 вёрст, до становой квартиры - 22 версты, до Волостного правления - 9 вёрст, до квартиры урядника - 9 вёрст».
В 1911 году в «Селе Полубояриново 28 дворов, расстояние до уездного города - 20 вёрст, до Волостного правления - 9 вёрст, имеется церковь без причта».
С 1917 года село подчинялось Озёрскому Совету Рабочих и Крестьянских депутатов в составе Бояркинской волости.
В 1929 году село было передано в Коломенский район (30 дворов, 154 жителя, 162,5 десятин пашни, 24 лошади, 32 коровы).

## Люди
Зубков Пётр Абрамович (14.06.1762 - 04.01.1804), адъютант в штабе генерал-поручика А.Ф. Уварова, секунд-майор. Владелец села Полубояриново (1800).
- 1-я жена (с 1782): Мария Михайловна Шапошникова (1769 - 14.05.1796), от которой имел двух сыновей: 
  - Пётр
  - Абрам
- 2-я жена: Наталья Петровна Евреинова (16.04.1775 - 05.06.1845), внучка президента Коммерц-КоллегииЯкова Матвеевича Евреинова. От этого брака родился сын: 
  - Василий (14.05.1799 - 12.04.1862).

Зубков Василий Петрович (14.05.1799 - 12.04.1862), друг А.С. Пушкина и И.И. Пущина. Масон, близкий к декабристам. Тайный советник, сенатор (1855). Владелец села Полубояриново (1845). 
- Жена (с 1823): Анна Фёдоровна Пушкина (25.07.1803 - 16.03.1889), дочь воронежского губернатора Фёдора Алексеевича Пушкина (1751 - 1810) и Марии Ивановны Оболенской (1764 - после 1815). Дети:
  - Ольга (25.3.1825 - ?) - замужем за генерал-майором Евреиновым Вячеславом Дмитриевичем
  - Пелагея (5.7.1827 - ?) - замужем за генерал-майором Герсевановым Николаем Борисовичем
  - Владимир (17.7.1828 - ?)
  - Борис (13.12.1829 - 15.03.1889)

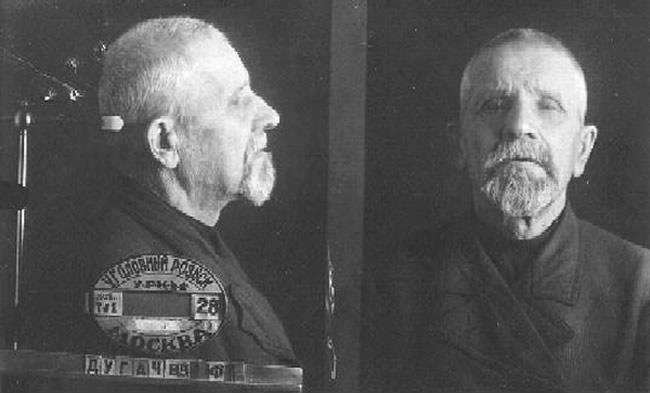
Дугачев Ф.М. (Староста церкви с.Полубояриново)

Дугачев Фёдор Михайлович (1867 - 1938), из крестьян, русский, образование - низшее, беспартийный, род занятий - без определённых занятий, в течение 30 лет староста Церкви Смоленской Иконы Божией Матери в селе Полубояринове. 3 февраля 1938 г. - арестован. 19 февраля 1938 был осуждён тройкой при УНКВД СССР по Московской области и обвинён в "активной антисоветской агитации". Приговор: высшая мера наказания - расстрел. 28 февраля 1938 года - расстрелян на "Бутовском полигоне". Реабилитирован 22 ноября 1989 года за отсутствием состава преступления.  Родился в деревне Полубояриново Коломенского уезда.
Антонов Руфа Васильевич (1907 - после 15.09.1941), младший сержант 90 стрелковой дивизии. Родился в деревне Полубояриново Коломенского уезда. Призван Ухтомским РВК. Пропал без вести 15.09.1941 года.
Ермаков Михаил Алексеевич (1917 – 1988), ветеран ВОВ и труда, кавалер орденов Ленина, Отечественной войны, Красной Звезды и других наград. Родился в деревне Полубояриново Коломенского уезда.

## Достопримечательности

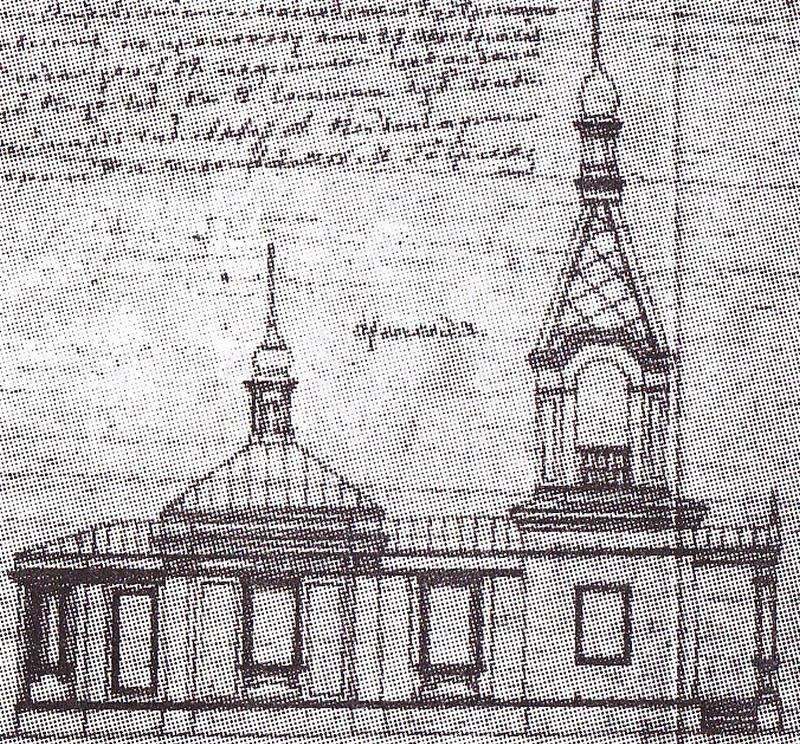
Церковь Смоленской Иконы Божьей Матери

### Церковь Смоленской Иконы Божией Матери
Деревянная Церковь Смоленской Иконы Божией Матери в селе Полубояринове была построена до 1866 г. В некоторых источниках утверждается, что Церковь была построена взамен сгоревшей. Деревянная колокольня и паперть были пристроены к Храму в 1885 г. Церковь находилась на сельском кладбище. В 1870-х гг. церковь не имела причта и была приписана к Знаменскому храму с.Софонтьева. В 1879 г. в Полубояринове была построена часовня, по проекту архитектора Льва Николаевича Львова (г.р. 1826, в 1850 г. он окончил Московское дворцовое архитектурное училище, и получил звание архитекторского помощника, много строил церквей в Москве и губернии).
Деревянную Церковь Смоленской Иконы Божией Матери разобрали после ВОВ в конце 50-х. Из брёвен разрушенного Храма построили зернохранилище.
14 августа 2012 года на месте разрушенной церкви, установлен поклонный крест. Сохранившиеся камни от церковного фундамента собраны к основанию Поклонного креста, воздвигнув тем самым Голгофу.

### Священнослужители
С 1866 по 1875 год настоятелем был священник Михаил Виноградов (род. в 1839 в Московской губернии).